# Loser (montagne)
Pour les articles homonymes, voir Loser.
Loser est une montagne culminant à 1 838 m d'altitude. Elle est située près de Altaussee dans le nord-ouest du Land de Styrie en Autriche.
Loser désigne également la station de ski de taille moyenne qui a été développée sur les pentes de cette montagne, de part et d'autre de la route située en fond de vallée. Le domaine skiable est, à partir de la Loser Hütte, situé au-dessus de la limite de la forêt et offre un paysage de montagnes relativement immaculées. Cette partie supérieure du domaine, peu fréquentée, offre certes quelques possibilités de ski hors-pistes. Quoique très ensoleillée, elle est composée principalement de pistes faiblement pentues et mal connectées entre elles, ce qui force souvent à pousser sur les bâtons. De même, les remontées mécaniques n'y fonctionnent que quand le vent et la visibilité le permettent - le domaine est de fait trop souvent partiellement fermé.
La partie inférieure du domaine skiable est quant à elle dotée de pistes offrant une dénivelé relativement importante. Ces pistes sont desservies notamment par deux télésièges 6 places de technologie débrayable.
Loser est membre des regroupements de stations de ski Steiermark Joker et Schneebärenland.
Une centrale solaire photovoltaïque (32 000 kWh) a été construite en 1989 sur les pentes de la montagne, à une altitude de 1 600 m. Il s'agirait de la plus importante centrale solaire des Alpes.